# ブラッド・ミルズ (投手)
ブラッドリー・アーロン・ミルズ（Bradley Aaron "Brad" Mills, 1985年3月5日 - ）は、アメリカ合衆国・アリゾナ州メサ出身の元プロ野球選手（投手）。左投右打。

## 経歴

### プロ入りとブルージェイズ時代
アリゾナ大学を経て2007年のMLBドラフトでトロント・ブルージェイズから4巡目（全体145位）指名され、プロ入り。同年は傘下のA-級オーバーン・ダブルデイズで6試合（2試合に先発）に登板し、防御率2.00の成績を残している。
2008年はA級ランシング・ラグナッツからスタートし、最終的にAA級ニューハンプシャー・フィッシャーキャッツまで昇格。マイナー3階級で27試合、合計147イニングを投げ、13勝5敗、防御率1.95、159奪三振という好成績をマーク。この活躍が評価され、ブルージェイズのマイナー最優秀投手に選ばれた。
2009年、ダスティン・マゴワン、ショーン・マーカムの故障離脱を受けて、球団はAA級までの経験しかないミルズを先発候補の1人に挙げ、スプリングトレーニングで先発4,5番手の座をリッキー・ロメロ、スコット・リッチモンドと争わせたが、ミルズはオープン戦で終始制球に苦しみ、3月31日にAAA級ラスベガス・フィフティワンズへ降格した。AAA級ラスベガスでも13試合に先発して1勝8敗、防御率4.48と不振であったが、エースのロイ・ハラデイが故障者リストに入ると、その代役としてメジャーに昇格し、6月18日のフィラデルフィア・フィリーズ戦でメジャー初登板を果たした。しかし、制球難に苦しみ、2試合に先発して防御率14.09という散々な結果に終わり、再びマイナーへ降格した。マイナー降格後の初戦を8回無失点と好投したが、その後肋骨の打撲傷で戦線を離脱し、そのままシーズンを終えた。
2010年はAAA級ラスベガスでの投球が続いていたが、7月28日のボルチモア・オリオールズ戦で初昇格。7回を2安打無失点に抑える好投でメジャー初勝利を挙げた。
2011年もメジャーでは結果が残せなかった。

### エンゼルス時代
2011年12月3日にジェフ・マシスとのトレードで、ロサンゼルス・エンゼルス・オブ・アナハイムに移籍した。

### レンジャーズ傘下時代
2013年3月24日にウェイバー公示を経てテキサス・レンジャーズに移籍したがメジャー昇格できず、7月18日に自由契約となった。

### オリックス時代
2013年7月21日にオリックス・バファローズが獲得を発表した。10月12日の対東北楽天ゴールデンイーグルス戦（クリネックススタジアム宮城）で1軍初登板、初先発するが、3回途中6安打3失点で敗戦投手となった。登板はこの1試合にとどまり、同年10月25日に自由契約公示された。

### ブルワーズ傘下時代
2014年1月9日にミルウォーキー・ブルワーズとマイナー契約を結んだ。AAA級ナッシュビル・サウンズで開幕を迎え、14試合に登板。4勝2敗・防御率1.56と好投した。

### アスレチックス時代
2014年6月17日に金銭トレードでオークランド・アスレチックスに移籍。金額は1ドルであった。6月20日にアスレチックスとメジャー契約を結び、先発として3試合に登板。1勝1敗・防御率4.41という成績だったが、7月7日にDFAとなった。

### ブルージェイズ復帰
2014年7月17日にウェーバーで古巣のブルージェイズへ移籍した。移籍後は7月21日のボストン・レッドソックス戦にリリーフとして登板したが、2回を7安打8失点と打ち込まれ、7月22日にDFAとなった。7月24日にAAA級バッファロー・バイソンズへ降格した。オフにFAとなった。

### アスレチックス復帰
2014年オフにアスレチックスとマイナー契約を結んだ。
2015年は開幕をAAA級ナッシュビルで迎えた後、8月14日にメジャー契約を結んだ。同日のオリオールズ戦で先発し、5回3失点で勝敗は付かなかった。翌15日にDFAとなった。

### マリナーズ傘下時代
2015年12月17日、シアトル・マリナーズとマイナー契約を結び、2016年のスプリング・トレーニングに招待選手として参加することになった。

## 投球スタイル
ややスリー・クォーター気味の非常に変則的な投球フォームを持つ技巧派左腕。球種は平均87マイル程度の速球とカーブ、チェンジアップ。決め球にしているのはチェンジアップである。
2009年は制球難に陥り、特に直球、カーブの制球に苦しんでいる。今後は制球力の向上が課題とされる。

## 詳細情報

### 年度別投手成績
| 年 度        | 球 団        | 登 板 | 先 発 | 完 投 | 完 封 | 無 四 球 | 勝 利 | 敗 戦 | セ 丨 ブ | ホ 丨 ル ド | 勝 率 | 打 者 | 投 球 回 | 被 安 打 | 被 本 塁 打 | 与 四 球 | 敬 遠 | 与 死 球 | 奪 三 振 | 暴 投 | ボ 丨 ク | 失 点 | 自 責 点 | 防 御 率 | W H I P |
| ------------ | ------------ | ----- | ----- | ----- | ----- | -------- | ----- | ----- | -------- | ----------- | ----- | ----- | -------- | -------- | ----------- | -------- | ----- | -------- | -------- | ----- | -------- | ----- | -------- | -------- | ------- |
| 2009         | TOR          | 2     | 2     | 0     | 0     | 0        | 0     | 1     | 0        | 0           | .000  | 42    | 7.2      | 14       | 4           | 6        | 0     | 0        | 9        | 0     | 0        | 12    | 12       | 14.09    | 2.61    |
| 2010         | TOR          | 7     | 3     | 0     | 0     | 0        | 1     | 0     | 0        | 1           | 1.000 | 98    | 22.1     | 20       | 2           | 13       | 1     | 1        | 18       | 1     | 0        | 14    | 14       | 5.64     | 1.48    |
| 2011         | TOR          | 5     | 4     | 0     | 0     | 0        | 1     | 2     | 0        | 0           | .333  | 91    | 18.1     | 23       | 4           | 12       | 1     | 2        | 18       | 1     | 0        | 20    | 20       | 9.82     | 1.91    |
| 2012         | LAA          | 1     | 1     | 0     | 0     | 0        | 1     | 0     | 0        | 0           | 1.000 | 18    | 5.0      | 3        | 0           | 0        | 0     | 0        | 6        | 0     | 0        | 0     | 0        | 0.00     | 0.60    |
| 2013         | オリックス   | 1     | 1     | 0     | 0     | 0        | 0     | 1     | 0        | 0           | .000  | 15    | 2.2      | 6        | 0           | 2        | 0     | 0        | 2        | 0     | 0        | 3     | 3        | 10.13    | 3.07    |
| 2014         | TOR          | 2     | 0     | 0     | 0     | 0        | 0     | 0     | 0        | 0           | ----  | 28    | 4.1      | 10       | 3           | 4        | 0     | 1        | 5        | 0     | 0        | 13    | 13       | 27.00    | 3.23    |
| 2014         | OAK          | 3     | 3     | 0     | 0     | 0        | 1     | 1     | 0        | 0           | .500  | 73    | 16.1     | 19       | 2           | 7        | 0     | 1        | 14       | 1     | 0        | 9     | 8        | 4.41     | 1.59    |
| '14計        | OAK          | 5     | 3     | 0     | 0     | 0        | 1     | 1     | 0        | 0           | .500  | 101   | 20.2     | 29       | 5           | 11       | 0     | 2        | 19       | 1     | 0        | 22    | 21       | 9.15     | 1.94    |
| 2015         | OAK          | 1     | 1     | 0     | 0     | 0        | 0     | 0     | 0        | 0           | ----  | 23    | 5.0      | 7        | 1           | 1        | 0     | 1        | 1        | 0     | 0        | 3     | 3        | 5.40     | 1.60    |
| MLB通算：6年 | MLB通算：6年 | 21    | 14    | 0     | 0     | 0        | 4     | 4     | 0        | 1           | .500  | 373   | 79.0     | 96       | 16          | 43       | 2     | 6        | 71       | 3     | 0        | 71    | 70       | 7.97     | 1.76    |
| NPB：1年     | NPB：1年     | 1     | 1     | 0     | 0     | 0        | 0     | 1     | 0        | 0           | .000  | 15    | 2.2      | 6        | 0           | 2        | 0     | 0        | 2        | 0     | 0        | 3     | 3        | 10.13    | 3.07    |

- 「-」は記録なし

### 記録
NPB初記録
- 初登板・初先発：2013年10月12日、対東北楽天ゴールデンイーグルス23回戦（クリネックススタジアム宮城）、2回2/3を3失点で敗戦投手[10]
- 初奪三振：同上、1回裏にアンドリュー・ジョーンズから見逃し三振

### 背番号
- 59（2009年 - 2012年）
- 40（2013年）
- 49（2014年 - 同年途中）
- 38（2014年途中 - 同年終了）
- 48（2015年）